# Eulenturm (Tangermünde)

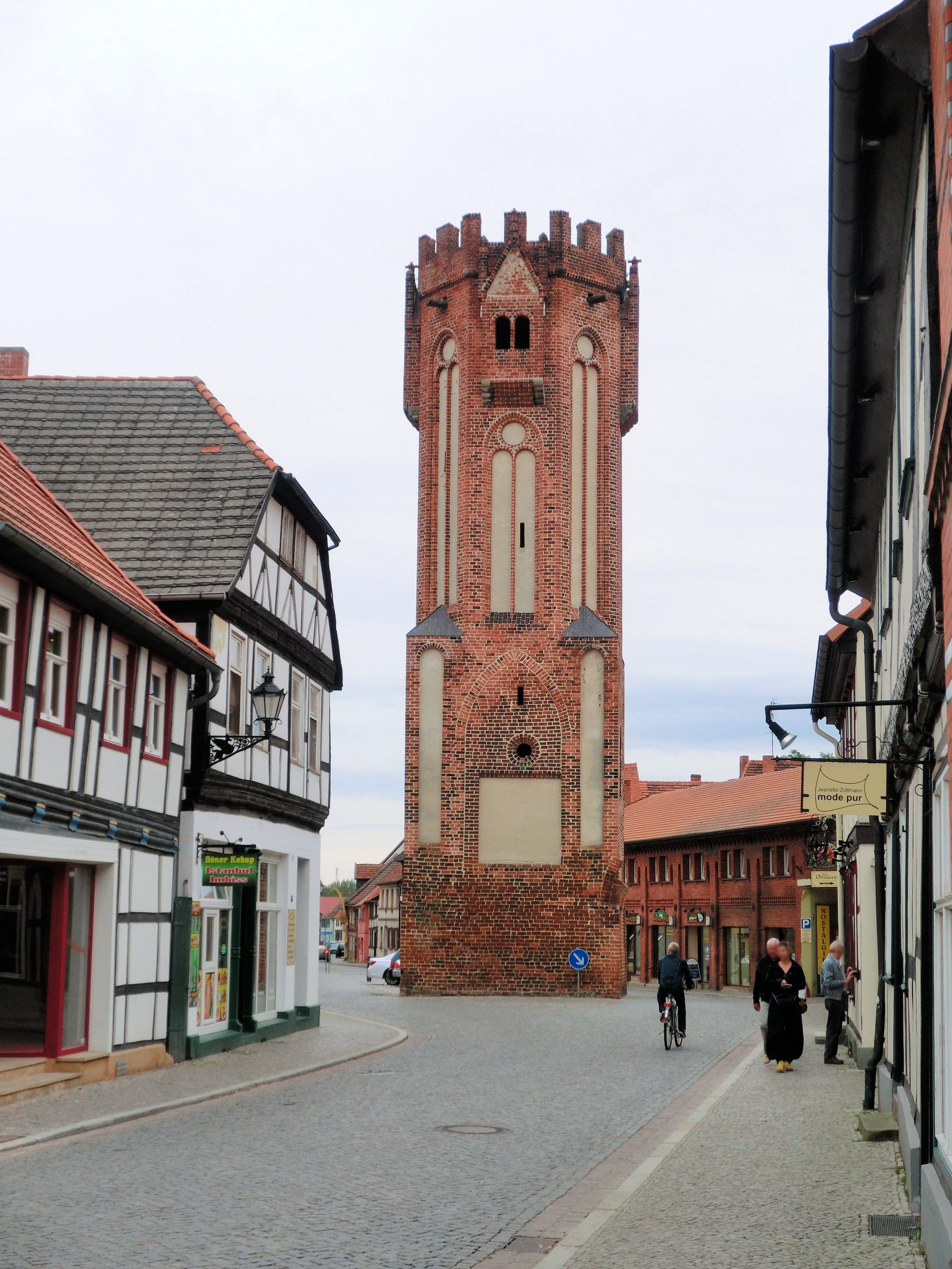
Eulenturm

Der Eulenturm ist ein zur historischen Stadtbefestigung gehörender Wehrturm in Tangermünde.
Der 24 Meter hohe Turm gehörte zur heute nicht mehr bestehenden Doppeltoranlage Hünerdorfer Tor. Der quadratische Unterbau entstand um 1300 und enthielt ein Verlies. Um 1460/70 wurde der obere achteckige Teil des Turms errichtet, in dem sich auch die Wachtstube befand. Die am Turm befindlichen Erker dienten dazu, dem Wachpersonal den Blick in alle Himmelsrichtungen zu ermöglichen. Auf dem Turm befindet sich eine mit einem Zinnenkranz versehene Plattform. Die Entwässerung erfolgt über vier Wasserspeier.
Der Eulenturm befand sich am Innentor. Etwas weiter nördlich, kurz vor der Einbiegung zur Schlossfreiheit, befand sich das Vortor. Beide Tore waren durch Zwingermauern miteinander verbunden. An der südwestlichen Ecke des Turms ist noch heute der Ansatz zum Innentorbogen zu sehen. Über diesen Torbogen führte ein Wehrgang in den Turm. Dieser Zugang wurde später vermauert.
1871 wurde das Vortor abgerissen. Ende der 1880er Jahre folgte der Abbruch der sich nördlich an den Turm anschließenden Stadtmauer. Der ehemalige Anschluss der Stadtmauer an den Turm ist noch heute zu erkennen. Seitdem steht der Turm frei.